# حاكم القلعة

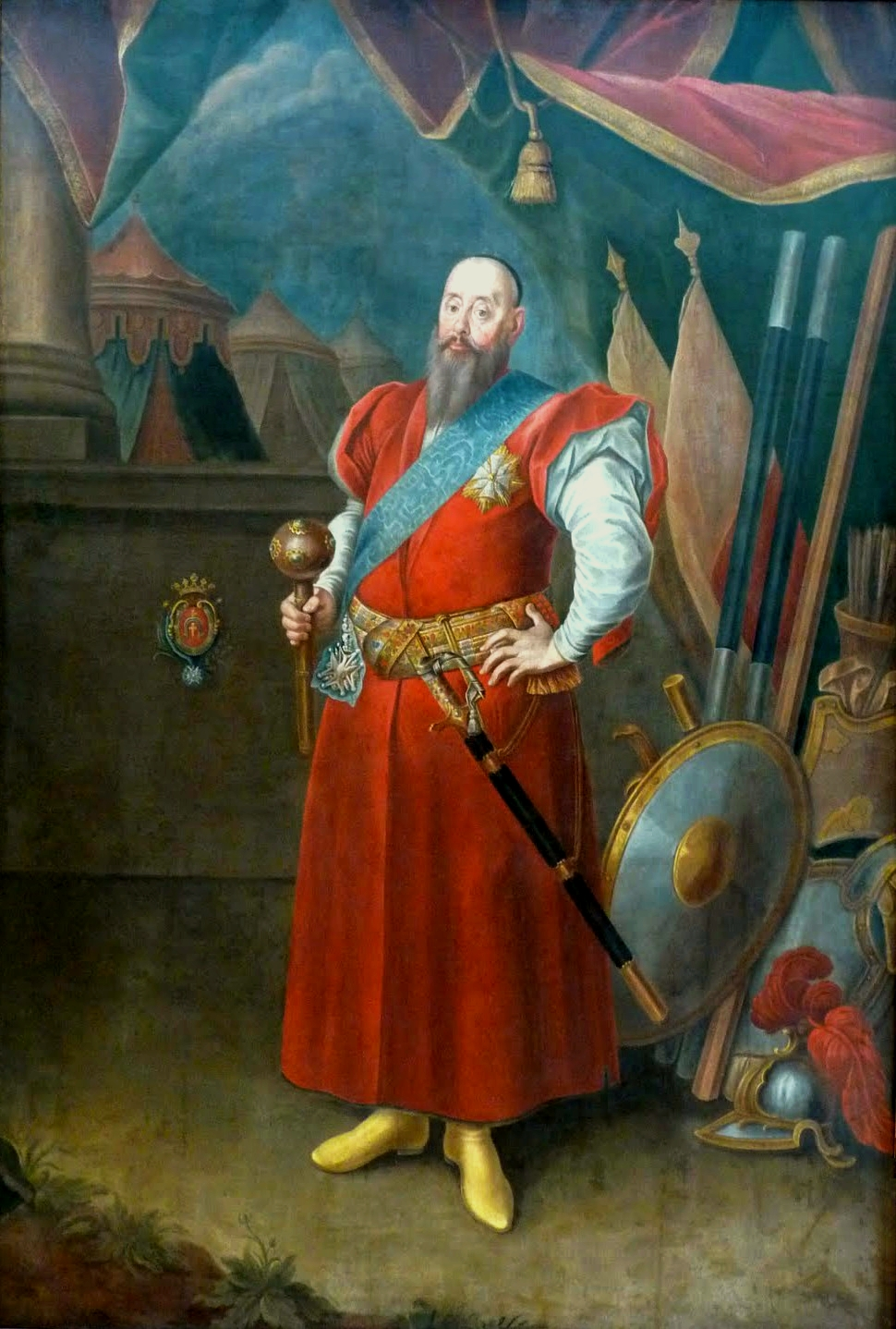

حاكم القلعة كان الحاكم أو القائد لمكتب القلعة والقلعة نفسها. مصدر الكلمة من الكلمة الاتنينية "Castellanus"، المأخوذة من "castellum" أو القلعة. يعرف أحياناً بـ الكابتن أو شرطي القلعة، شرطي البرج (Constable of the Tower) في برج لندن في الحقيقة هو إحدي الأشكال من حكام القلاع. حاكم القلعة كان غالباً وفي معظم الوقت ذكراً، ولكن يمكن أن يكون أحياناً إمراة، وكمثال علي ذلك حينما ورثت بياتريس كحاكمة للقلعة بدل والدها في بوربورغ بعد وفاة شقيقها روجر.